# Selin Şekerci
Selin Şekerci (rođena 1. lipnja 1989.) turska je glumica. [1]

## Život i karijera [ uredi ]
Selin Şekerci rođena je u Izmiru 1. lipnja 1989. od oca Arapa i majke Azerbejdžanke. [1] [2] Osnovno i srednjoškolsko obrazovanje završila je u Izmiru. Sudjelovala je u predstavama Državnog kazališta İzmir. Igrala je u privatnim kazalištima i dječjim predstavama u Izmiru. Diplomirala je na Sveučilištu Bilgi u Istanbulu, odsjek za kino-televiziju. [3] Nakon dolaska u Istanbul, igrala je u mnogim reklamama.
Igrala je u mnogim TV serijama. Nakon što je glumila u Melekleru Korusunu kao Özgür, postala je popularna. [3] Imala je glavnu ulogu u seriji Kaçak Gelinler, a postala je poznata po portretiranju lika Şebnema Gürsoya u emisiji. [3]

## Filmografija [ uredi ]
| Film   | Film                 | Film  | Film         |
| Godina | Titula               | Uloga | Bilješke     |
| ------ | -------------------- | ----- | ------------ |
| 2011   | Ay Büyürken Uyuyamam | Leyla | vodeća uloga |

| TV serije    | TV serije                | TV serije           | TV serije         |
| Godina       | Titula                   | Uloga               | Bilješke          |
| ------------ | ------------------------ | ------------------- | ----------------- |
| 2007–2010    | Kavak Yelleri            | Feyza               | sporedni lik      |
| 2009–2010    | Melekler Korusun         | Özgür Çelikli       | vodeća uloga      |
| 2011         | Leyla ile Mecnun         | Kerekerpare         | gostujuća glumica |
| 2011         | Izmir tesetesi           | Mira                | sporedni lik      |
| 2012–2014    | Benim İçin Üzülme        | Irmak               | vodeća uloga      |
| 2014–2015    | Kaçak Gelinler           | Şebnem Gürsoy       | vodeća uloga      |
| 2015–2016    | Acı Aşk                  | Sude Ocak Köklükaya | vodeća uloga      |
| 2016. godine | Rengarenk / Kaçın Kurası | Renk Duygun         | vodeća uloga      |
| 2017–2018    | Çoban Yıldızı            | Zühre               | vodeća uloga      |
| 2017–2018    | Siyah Beyaz Aşk          | Ayhan Dağıstan      | sporedni lik      |
| 2018–2019    | Kızım                    | Asu Karahan         | vodeća uloga      |
| 2020         | Katatı Katı Aşk          | Şirin Çetin         | vodeća uloga      |